# Superliga Rusa
La Superliga Rusa (en ruso: Чемпионат России Суперлига, Russian Championship Superleague), conocida comúnmente como RSL, era la primera división de hockey sobre hielo de Rusia fundada en 1996 y considerada como la segunda mejor liga de hockey sobre hielo del mundo solo detrás de la NHL de Estados Unidos.

## Historia
La liga fue creada en 1996 con el nombre Liga de Hockey Rusa como parte de la Russian Pro Hockey League, que estaba compuesta por tres divisiones — la Superliga, la Major League (Vysshaya Liga), y la First League (Pervaya Liga) como reemplazo de la International Hockey League.
De 1996 a 1999 solo permitió la participación de equipos de Rusia hasta que permitieron la participación de equipos no pertenecientes a Rusia y pasó a ser la Superliga.
La liga desapareció en 2008 para ser reemplazada por la Kontinental Hockey League.

## Equipos 2002/08
- Amur Khabarovsk
- Avangard Omsk
- Ak Bars Kazan
- CSKA Moscow
- Dynamo Moscow
- Khimik Moscow Oblast
- Lada Togliatti
- Lokomotiv Yaroslavl
- Metallurg Magnitogorsk
- Metallurg Novokuznetsk
- MVD Moscow Oblast
- Neftekhimik Nizhnekamsk
- Salavat Yulaev Ufa
- Severstal Cherepovets
- Sibir Novosibirsk
- SKA Saint Petersburg
- Spartak Moscow
- Torpedo Nizhny Novgorod
- Traktor Chelyabinsk
- Vityaz Chekhov

## Lista de campeones
- 1996–97 — Torpedo Yaroslavl
- 1997–98 — Ak Bars Kazan
- 1998–99 — Metallurg Magnitogorsk
- 1999–2000 — Dynamo Moscow
- 2000–01 — Metallurg Magnitogorsk
- 2001–02 — Lokomotiv Yaroslavl
- 2002–03 — Lokomotiv Yaroslavl
- 2003–04 — Avangard Omsk
- 2004–05 — Dynamo Moscow
- 2005–06 — Ak Bars Kazan
- 2006–07 — Metallurg Magnitogorsk
- 2007–08 — Salavat Yulaev Ufa

## Jugadores con más títulos
- Igor Shadilov: 2000, 2005, 2006, 2008
- Alexei Tereshchenko: 2000, 2005, 2006, 2008
- Vladimir Antipov: 1997, 2002, 2003, 2008

## Videojuegos
La liga aparece en el videojuego NHL 09.